# Fermedo
Fermedo est une paroisse civile portugaise (en portugais : freguesia) de la municipalité d'Arouca dans le district d'Aveiro.

## Géographie
Fermedo est située à un environ 22 km d'Arouca, à l'est.

## Histoire
Fermedo proviendrait du nom wisigoth « Pharamundo » ou « Faramondo ». 
L'existence de Fermedo en tant que municipalité remonterait au XIIIe siècle. En 1855, Fermedo — dont le siège était à Cabeçais — rejoint la municipalité d'Arouca, dont elle n'est plus qu'une paroisse. 

## Démographie
Lors du recensement de 2021, Fermedo compte 1 261 habitants.